# Art Óg Ó Néill
Art Óg Ó Néill est un membre de la dynastie des O'Neill, la principale famille gaëlique  d'Irlande pendant l' ère des Tudor. En 1513 il prend la tête des O'Neills, position qu'il conserve jusqu'à 1519 quand son demi-frère lui succède.

## Biographie
Art Og c'est-à-dire le « Jeune » est le fils de  Conn mac Énri et de sa première épouse issue de la famille  O'Cahan. Conn Mor règne sur  le  Tír Eoghain, un territoire considérablement plus étendu que le moderne comté de Tyrone en Ulster. L'élection de Art Oge en 1513 intervient du fait de l'appui du plus puissant seigneur Anglo-irlandais Gerald FitzGerald, 8e comte de Kildare et Lord Deputy d'Irlande, dont la sœur était devenu la seconde épouse de son père. Le poids prépondérant de Kildare était un signe de la progression de l'influence de la couronne dans la société de l'Irlande gaëlique. Le successeur d' Art Oge son frère  Conn, confirme formellement cette situation lorsqu'il prend le titre de comte de Tyrone dans le contexte de la politique de Renonciation et restitution.

## Postérité
Art Óg laisse deux fils:
- Niall Connallach  Tanaiste († 1544) père de Turlough Luineach O'Neill
- Énri Bladh († 1528)